# Saint-Félix-de-Foncaude

Saint-Félix-de-Foncaude este o comună în departamentul Gironde din sud-vestul Franței. În 2009 avea o populație de 290 de locuitori.

## Evoluția populației
| An        | 1975 | 1982 | 1990 | 1999 | 2006 | 2009 |
| --------- | ---- | ---- | ---- | ---- | ---- | ---- |
| Populație | 221  | 206  | 244  | 256  | 280  | 290  |